# Kaťata
Kaťata jsou dvacátým třetím studiovým albem české rockové skupiny Olympic. Jeho nahrávání probíhalo po odchodu Jiřího Valenty už v nové sestavě, kdy jeho místo zaujal Pavel Březina. Album vyšlo v roce 2020 u vydavatelství Supraphon.

## Seznam skladeb
Hudbu složil Petr Janda. Texty napsali Aleš Brichta (7); Ondřej Fencl (1,6,8-10);  Petr Janda (1,11); Lukáš Koranda (2,3,5); Michal Malátný (4). 
| Pořadí | Název                | Délka |
| ------ | -------------------- | ----- |
| 1.     | Kaťata               | 3:53  |
| 2.     | Pálím tvář           | 3:54  |
| 3.     | Hádky                | 3:18  |
| 4.     | Ach                  | 3:34  |
| 5.     | Erika                | 3:15  |
| 6.     | Řekla jsi...         | 2:46  |
| 7.     | Pádím                | 3:59  |
| 8.     | Šrám, co se nezahojí | 3:47  |
| 9.     | Hejá                 | 3:49  |
| 10.    | Bouře                | 3:37  |
| 11.    | Nemám páru           | 3:58  |

## Obsazení
- Petr Janda – kytara , zpěv   (Schecter, Gibson Les Paul, Hughes Kettner, Kemper)
- Milan Broum – basová kytara, sbory   (5 Strings Yamaha TRB5P, fretless 5 strings Ibanez Gary Willis, SVT Ampeg zesilovač a box)
- Martin Vajgl – bicí , sbory   (Mapex, Anatolian, Balbex, Aquarian)
- Pavel Březina – klávesy, sbory   (Korg Kronos, Korg Kronos 2 88, Roland System 8, Nord C1)